# Palazzo di Giustizia (Reggio Calabria)
Il Nuovo Palazzo di Giustizia di Reggio Calabria è un complesso giudiziario in costruzione nel quartiere Spirito Santo, accanto al Centro Direzionale, progettato per ospitare il Tribunale, la Procura, il Tribunale per i Minorenni, il Giudice di Pace e la Polizia Giudiziaria del territorio.

## Storia
Il progetto ha mosso i primi passi alla fine degli anni '90, con la fase costruttiva avviata nel 2004–2005 seguendo il concorso vinto da Manfredi Nicoletti, entro il 2011, era già stato completato circa il 60 % dell’opera.
La ditta Bentini – aggiudicataria iniziale – fu coinvolta in contenziosi con il Comune e, nel 2012, il cantiere si fermò definitivamente. Nei successivi anni l’opera rimase abbandonata fino al 2024, quando i cantieri riaprirono.
Nel novembre 2023, il Comune cedette il diritto di superficie all’Agenzia del demanio per 99 anni. Nell'autunno 2024, l’UTA (Unità Tecnica Amministrativa – Presidenza del Consiglio dei Ministri) bandì un appalto integrato con un budget iniziale di 32 milioni, poi integrato fino a circa 74 milioni di euro totali. L’appalto integrato, affidato al RTI capitanato da Ingegneria Costruzioni Colombrita srl per circa 62 milioni, è stato formalizzato con la consegna del cantiere tra settembre e ottobre 2024.
Il completamento dei lavori è previsto in un percorso di circa due anni e mezzo, con conclusione tra 2026 e 2027.

## Caratteristiche
Situato adiacente al Ce.Dir. nel quartiere Spirito Santo, il progetto prevede l’integrazione con piazze coperta e spazi verdi che ne promuovono la funzione urbana.
- Dimensioni e funzioni

Il complesso avrà una superficie complessiva di circa 35.000 m², destinata ad aule, uffici giudiziari, auditorium e parcheggi sotterranei.
- Design bioclimatico

L’edificio include una grande piazza civica coperta da pergole di acciaio e alluminio, progettate per controllare luce e ventilazione, e ridurre i consumi energetici.
Lo stile architettonico è di base razionalista/futurista ma con criteri più moderni e un tocco di brutalismo dato dall'uso del cemento armato, ciò lo distacca nettamente dallo storico Palazzo dei Tribunali, che è in stile neoclassico.

## Intitolazione
L'edificio è stato intitolato ad Antonino Scopelliti, magistrato reggino vittima della 'ndrangheta e figura simbolica nella lotta alla mafia in Calabria. La sua figura è percepita come esempio di giustizia e legalità, e l’intitolazione del Palazzo a lui rende omaggio alla sua memoria e ai suoi valori.